# Meade County (Kansas)
Meade County ist ein County im Bundesstaat Kansas der Vereinigten Staaten. Der Verwaltungssitz (County Seat) ist Meade. Das U.S. Census Bureau hat bei der Volkszählung 2020 eine Einwohnerzahl von 4055 ermittelt.
Das County gehört zu den Dry Countys, was bedeutet, dass der Verkauf von Alkohol eingeschränkt oder verboten ist.

## Geographie
Das County liegt im Südwesten von Kansas, grenzt im Süden an Oklahoma und hat eine Fläche von 2537 Quadratkilometern, wovon drei Quadratkilometer Wasserfläche sind. Es grenzt in Kansas im Uhrzeigersinn an folgende Countys: Gray County, Ford County, Clark County, Seward County und Haskell County.

## Geschichte
Meade County wurde am 20. März 1873 gebildet. Benannt wurde es nach dem in Spanien geborenen George Gordon Meade, einem General der Nordstaaten im Amerikanischen Bürgerkrieg und Kommandeur der US-Truppen in der vom 1. bis 3. Juli 1863 dauernden Schlacht von Gettysburg und anschließendem Kommandeur der Army of the Potomac bis Kriegsende.
Als einziges Bauwerk des Countys ist das Fowler Swimming Pool and Bathhouse im National Register of Historic Places eingetragen (Stand 30. August 2017).

## Demografische Daten

Alterspyramide des Meade Countys (Stand: 2000)

Nach der Volkszählung im Jahr 2000 lebten im Meade County 4631 Menschen in 1728 Haushalten und 1252 Familien im Meade County. Die Bevölkerungsdichte betrug 2 Einwohner pro Quadratkilometer. Ethnisch betrachtet setzte sich die Bevölkerung zusammen aus 91,10 Prozent Weißen, 0,39 Prozent Afroamerikanern, 0,54 Prozent amerikanischen Ureinwohnern, 0,22 Prozent Asiaten und 6,24 Prozent aus anderen ethnischen Gruppen; 1,51 Prozent stammten von zwei oder mehr Ethnien ab. 10,90 Prozent der Bevölkerung waren spanischer oder lateinamerikanischer Abstammung.
Von den 1728 Haushalten hatten 36,4 Prozent Kinder unter 18 Jahren, die mit ihnen gemeinsam lebten. 64,7 Prozent waren verheiratete, zusammenlebende Paare, 4,9 Prozent waren allein erziehende Mütter und 27,5 Prozent waren keine Familien. 25,6 Prozent aller Haushalte waren Singlehaushalte und in 13,6 Prozent lebten Menschen mit 65 Jahren oder darüber. Die Durchschnittshaushaltsgröße betrug 2,61 und die durchschnittliche Familiengröße betrug 3,16 Personen.
29,5 Prozent der Bevölkerung waren unter 18 Jahre alt. 6,9 Prozent zwischen 18 und 24 Jahre, 26,5 Prozent zwischen 25 und 44 Jahre, 19,2 Prozent zwischen 45 und 64 Jahre und 17,9 Prozent waren 65 Jahre alt oder älter. Das Durchschnittsalter betrug 36 Jahre. Auf 100 weibliche Personen kamen 98,2 männliche Personen. Auf 100 erwachsene Frauen ab 18 Jahren kamen 95,0 Männer.
Das jährliche Durchschnittseinkommen eines Haushalts betrug 36.761 USD, das Durchschnittseinkommen einer Familie betrug 41.550 USD. Männer hatten ein Durchschnittseinkommen von 29.295 USD, Frauen 20.153 USD. Das Prokopfeinkommen betrug 16.824 USD. 6,7 Prozent der Familien und 9,3 Prozent der Bevölkerung lebten unterhalb der Armutsgrenze.

## Orte im County
- Collano
- Fowler
- Hobart
- Meade
- Missler
- Plains

Townships
- Cimarron Township
- Crooked Creek Township
- Fowler Township
- Logan Township
- Meade Center Township
- Mertilla Township
- Odee Township
- Sand Creek Township
- West Plains Township